# Xã Fairhaven, Quận Carroll, Illinois
Xã Fairhaven (tiếng Anh: Fairhaven Township) là một xã thuộc quận Carroll, tiểu bang Illinois, Hoa Kỳ. Năm 2010, dân số của xã này là 910 người.